# Eulophinusia multiguttata
Eulophinusia multiguttata är en stekelart som först beskrevs av Girault 1915.  Eulophinusia multiguttata ingår i släktet Eulophinusia och familjen finglanssteklar. Inga underarter finns listade i Catalogue of Life.